# Shin Yahata
Shin Yahata (jap. 八幡 真, Yahata Shin, in Schweden auch Shin Larsson; * 9. Mai 1974 in Stockholm) ist ein ehemaliger japanisch-schwedischer Eishockeyspieler und -funktionär sowie derzeitiger -scout, der mit dem Kokudo Ice Hockey Club fünfmal Japanischer Meister wurde. Mit der japanischen Nationalmannschaft nahm er an den Olympischen Winterspielen 1998 in Nagano teil.

## Karriere
Shin Yahata begann seine Karriere als Eishockeyspieler beim Leksands IF in seinem Geburtsland Schweden. Beim CHL Import Draft 1993 wählte ihn das Collège Français de Verdun aus der Ligue de hockey junior majeur du Québec an insgesamt 16. Stelle aus. Er war damit der erste und für mehr als 25 Jahre auch die einzige japanische Wahl in der Geschichte des Drafts. Da das Collège Français bereits 1994 den Spielbetrieb einstellte, wechselte er nach nur einem Jahr in Kanada zum Kokudo Ice Hockey Club, für den er bis 2002 in der Japan Ice Hockey League aktiv war. Mit der Mannschaft gewann er in den Jahren 1995, 1998, 1999, als er als Topscorer der Liga auch in deren All-Star-Team gewählt wurde, 2001 und 2002 jeweils den japanischen Meistertitel. Nach dem fünften Titel wechselte er nach Europa, wo er für die Scorpions de Mulhouse 1997 in Frankreich und die Manchester Phoenix in Großbritannien auf dem Eis stand. 2004 kehrte er nach Japan zurück und schloss sich den Ōji Eagles an, für die er noch eine Saison in der neu gegründeten Asia League Ice Hockey spielte, ehe er 2005 seine Karriere im Alter von 31 Jahren beendete.
Nach seiner aktiven Laufbahn fungierte er in der Saison 2005/06 als General Manager des chinesischen Teilnehmers Nordic Vikings in der ALIH, ehe er nach nur einer Saison vom NHL-Franchise Atlanta Thrashers als Scout verpflichtet wurde. Zum Spieljahr 2007/08 sicherte sich Ligakonkurrent San Jose Sharks die Dienste des Japaners in gleicher Funktion. Im Sommer 2017 wurde er zum Director of European Scouting befördert.

### International
Für Japan nahm Yahata an den Olympischen Winterspielen 1998 in Nagano teil. Zudem stand er im Aufgebot seines Landes bei den A-Weltmeisterschaft 1998, 1999, 2001 und 2002, den B-Weltmeisterschaften 1995 und 1996 sowie der C-Weltmeisterschaft 1997.

## Erfolge und Auszeichnungen
- 1995 Japanischer Meister mit dem Kokudo Ice Hockey Club
- 1998 Japanischer Meister mit dem Kokudo Ice Hockey Club
- 1999 Japanischer Meister mit dem Kokudo Ice Hockey Club
- 1999 Topscorer und All-Star-Team der Japan Ice Hockey League
- 2001 Japanischer Meister mit dem Kokudo Ice Hockey Club
- 2002 Japanischer Meister mit dem Kokudo Ice Hockey Club